# Arnaud Devillers
Arnaud Devillers é um padre católico francês, membro da Fraternidade Sacerdotal de São Pedro, fundada em julho de 1988 .

## Biografia
É o segundo superior da Fraternidade Sacerdotal de São Pedro de 2000 a 2006, sucedendo a Josef Bisig e o primeiro superior não eleito (e último até hoje  ) desta comunidade, desde que foi nomeado diretamente pelo Cardeal Castrillón Hoyos, na época prefeito em Roma da congregação para o clero e presidente da comissão Ecclesia Dei encarregada da supervisão das comunidades católicas segundo o rito latino, único vigente antes de 1962 na Igreja latina. Esta nomeação ocorreu em um contexto tenso  dentro desta comunidade onde se discutiu se a fraternidade São Pedro iria ou não se tornar bi-ritualista, isto é, seguindo o rito de antes de 1962 e o novo rito. O padre Devillers ocupou então uma posição bastante neutra. O padre John Berg, cidadão americano, o sucedeu.
Desde 2012 é pároco da paróquia católica de Sainte-Rose-de-Lima de Quincy  nos Estados Unidos, paróquia pessoal atendida pela fraternidade de São Pedro para a Diocese de Springfield.